# Pygmalion (Rousseau)

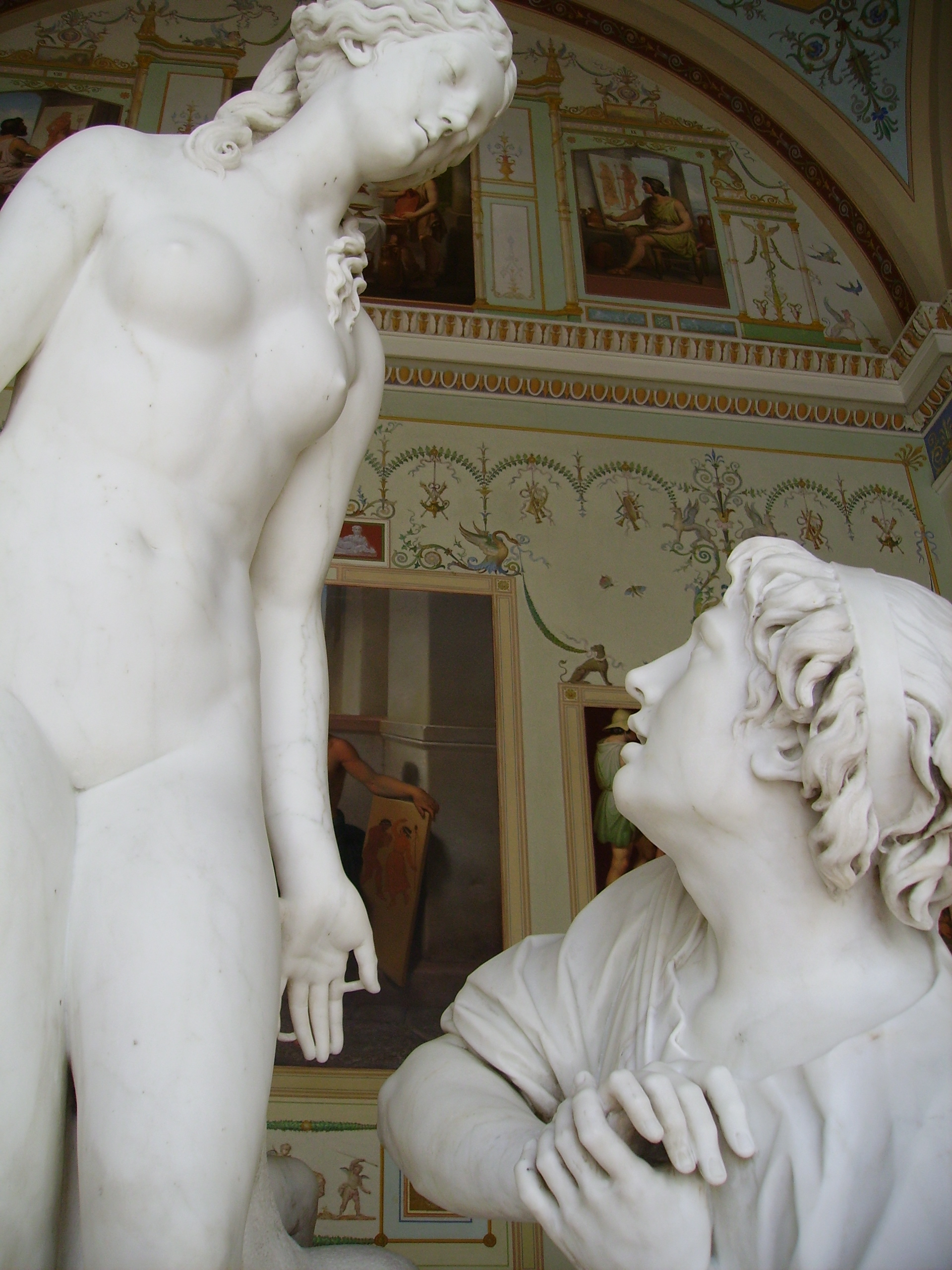
Pygmalion von Etienne-Maurice Falconet

Pygmalion (Originaltitel: Pigmalion, scène lyrique) ist neben dem Dorfwahrsager (Le devin du village, 1752) das einflussreichste, wenn auch heute selten aufgeführte Bühnenwerk des Philosophen Jean-Jacques Rousseau. Es ist eines der ersten Melodramen (das heißt, es bestand aus gesprochenem Text und pantomimischer Gestik mit Musikbegleitung) und begründete vor allem im deutschen Sprachgebiet, wo es sich in neuen Vertonungen (z. B. von Anton Schweitzer und Georg Benda) verbreitete, eine neue Theatergattung.
Ohne Rousseaus Einverständnis, der auf der Unwiederholbarkeit der Uraufführung von 1770 bestand und seine Treue zur ersten Interpretin der Statue bekräftigte, blieb das Stück in seiner eigenen Fassung seit 1775 etwa fünf Jahre lang im Repertoire der Comédie-Française.

## Stoff
Die Sage vom Bildhauer Pygmalion, der sich unglücklich in eine seiner Statuen verliebt, bis die Göttin Venus sich seiner erbarmt und die Statue lebendig macht, stammt aus Ovids Metamorphosen. Im Mittelalter, das sich um die Eindämmung jedes weltlichen Bilderkults bemüht, ist der Stoff gewissermaßen tabu. Seit der Renaissance gibt es jedoch wieder Neufassungen, und im Barock wird er ein beliebtes Thema für Ballette. In allen Versionen werden die Nichtigkeit und Ausweglosigkeit von Pygmalions Bemühen und die göttliche Gnade als Lösung des Problems herausgestellt. Damit ist Pygmalion ein wichtiges Vanitas-Symbol.

## Entstehung
Im Jugendwerk Narcisse karikierte Rousseau noch den ins eigene Spiegelbild verliebten Narziss als traditionelles Vanitas-Motiv. Als Entgegnung auf die heftigen Angriffe infolge seiner Zivilisationskritik von 1750 und seiner antinationalistischen Ablehnung der französischen Oper im Buffonistenstreit (Lettre sur la musique française, 1753) ließ er die Komödie 1753 aufführen, was ihn seinem Vorwort nach als „homme de lettres“ ausweisen sollte.
Spiegelbild und Echo als Alter Ego zu legitimieren, gehörte aber zunehmend zu seinen Anliegen. Rousseau schrieb den Text zu Pygmalion vermutlich 1762, zögerte aber mit der Aufführung. Er klagte, ähnlich wie sein Protagonist Pygmalion, über sein Scheitern beim Komponieren der Musik. Der Kaufmann und Amateurkomponist Horace Coignet konnte Rousseau zu einer Realisierung bewegen und verfasste mit ihm zusammen die Musik. Aufgeführt wurde das mit seiner Ouvertüre etwa halbstündige Stück im April 1770 im Stadthaus Lyon im privaten Rahmen mit Amateuren. Seine mangelnde Professionalität, die dem Vorwurf der Eitelkeit zuvorkommen sollte, gehörte zur Konzeption des Werks. Die Tatsache, dass Rousseau es der Öffentlichkeit vorenthalten wollte, machte es allerdings umso berühmter.
Ähnlich wie bei seinem Operneinakter Le devin du village (1752) nahm Rousseau die Produktionen des Pariser Jahrmarktstheaters zum Vorbild. Rousseaus Pygmalion ist offenbar die erste Fassung des Stoffs, in der die Hauptfigur sein Bild durch Perfektionierung ohne göttliche Hilfe lebendig macht. Beim letzten Ansetzen des Meißels wird der Stein lebendig. Galathée beginnt zu sprechen und erkennt ihren Schöpfer umgekehrt als ihr Spiegelbild: Sie berührt sich und sagt „ich“, berührt eine andere Statue und sagt „nicht ich“. Daraufhin berührt sie Pygmalion und sagt: „Nochmals ich.“ Der Dialog mit dem Spiegelbild wird zum wirklichen Dialog, was die Vanitas-Motivik ins Gegenteil wendet.
Von Bedeutung ist, dass der Bildhauer seinem belebten Standbild daraufhin ewige Treue schwört. Er ist kein Sammler. In Jean-Philippe Rameaus Oper Pigmalion (1748), die Rousseau zweifellos als Gegenbild vorschwebte, wird die auf das Bild fixierte Hauptfigur stets noch einer lebendigen Geliebten untreu, was der bilderfeindlichen Tradition der Pygmalion-Darstellungen entsprach. Bei Rameau geschieht die Belebung der Statue noch nicht durch den Künstler selbst, sondern durch den zu Hilfe eilenden Amor.

## Musik
Bei der Belebung des Bildes ohne göttliche Hilfe, wie sie Rousseau vorstellt, spielt Musik eine entscheidende Rolle. Die Absicht, Musik erklingen zu lassen, war ihm offenbar wichtiger als die Art der Musik, da er auf die Komposition der Musiknummern nicht mehr annähernd so viel Ehrgeiz verwandte wie für seine Ballettoper Les muses galantes (1745).
Dies zeigt einen Bedeutungswechsel des Musikalischen an: Musik beklagt fortan nicht mehr ein unausweichliches Vergehen durch ihr eigenes machtloses Verklingen, sondern sie wird zum Zeichen eines Lebendigwerdens, als Chiffre für die Imagination des Betrachters, der das unbewegte und stumme Bild bewegt und beredt macht. Musik steht von nun an für den kollektiven Willen eines „Publikums“, der nicht mehr zum Scheitern verdammt sein soll. Rousseau verhielt sich gegenüber dieser Idee allerdings wesentlich zögerlicher als seine Anhänger. Dass Rousseau der melodramatischen Musik diese Bedeutung verleiht, steht im Zusammenhang mit seinen sozialpolitischen Idealen, vor allem seiner Theorie der Volonté générale.
Die Partitur Rousseaus und Coignets enthält kurze pantomimische Zwischenspiele zwischen den Textpassagen, also keine zur Sprache erklingende Musik. Instrumentalmusik wurde bis zum 18. Jahrhundert als minderwertig gegenüber dem Gesang betrachtet. Dass die geisterhaften Stimmen von Musikinstrumenten zur Belebung eines Bildes beitragen könnten, war damals eine neue und gewagte Behauptung. Rousseau war insofern konservativ, als er Instrumentalmusik nur als Tanzmusik, also im Zusammenhang mit der Körperbewegung, akzeptierte.
Die melodramatische Musik in Pygmalion kann im Zusammenhang mit den Bemühungen jener Zeit gesehen werden, das Ballett von den formalisierten Schrittfolgen des Gesellschaftstanzes zu befreien, wie es Jean Georges Noverre im Sinn hatte. Die kurzen musikalischen Einschübe sind irregulär und haben oft keine Schlusskadenz. Auch die Ouvertüre, die das wackere Hämmern des Bildhauers nachahmt, demonstriert selbstbewusste Lebensbejahung statt demütiger Lebensverneinung.

## Zeitgeschichtliche Parallelen
Im Entstehungsjahr des Textes 1762 wurde Glucks Oper Orfeo ed Euridice uraufgeführt, in der Orpheus seine verstorbene Frau Eurydike durch Gesang lebendig macht, statt sie durch mangelndes Vertrauen in die Götter zu verlieren. Bei Gluck ist es allerdings noch der Gott Eros, der rettend dazwischentritt und die Belebung bewirkt. An die Selbstherrlichkeit Pygmalions reicht Orfeo noch nicht heran.
Mit Orfeo zusammen demonstriert Rousseaus Pygmalion in den 1760er-Jahren eine versuchte Umwertung des künstlerischen Scheiterns in ein Gelingen, die sich in der Zeit Beethovens verschärft und bis zum Beginn des Ersten Weltkriegs zum Triumph beziehungsweise zur herrischen Pose steigert (vgl. etwa Also sprach Zarathustra (Strauss)).
Mediengeschichtlich betrachtet, hängt dies mit dem vergrößerten Stellenwert von Aufzeichnungen zusammen, seien es bürgerliche Verträge gemäß Rousseaus im gleichen Jahr erschienenem Werk Vom Gesellschaftsvertrag oder Prinzipien des Staatsrechtes (1762) oder seien es Musiknoten großer Komponisten, die mehr und mehr zum Repertoirewerk erklärt werden (Rousseau hatte sich selbst mehrere Jahre als Kopist von Musiknoten betätigt). Das „Festgehaltene“ sollte künftig gelten.